# Casimiro Pérez Pino
Casimiro Pérez Pino (Níjar, Almería, España, 1898 - Níjar, España, 1990) fue una de las personas implicadas en el suceso conocido como crimen de Níjar que sirvió de inspiración para el drama en verso Bodas de Sangre de Federico García Lorca.
Fue elegido por el padre de Francisca Cañadas Morales para casarlo con ella.
Vivía en una cortijada, a unos 3 km del Cortijo del Fraile. Justo antes de la boda, Paquita La Coja, que era como llamaban a Francisca, huyó con su primo, Francisco Montes Cañadas del que se encontraba realmente enamorada.
No es precisamente el personaje que nos data Federico García Lorca, ya que este cita en su novela que, al perseguir a los fugados, fallece.
La gente que lo conocía lo consideraba un hombre trabajador del campo y buena persona. Después del crimen declaró ante el Juez y fue declarado inocente, pues no se le consideró implicado en el asesinato.